# Julio César Bonino
Julio César Bonino Bonino (Santa Lucía, Canelones, 2 de febrero de 1947-Tacuarembó, 8 de agosto de 2017) fue un sacerdote católico uruguayo. Fue obispo de Tacuarembó.